# نیلی‌مگس‌گیر شکم‌حنایی
نیلی‌مگس‌گیر شکم‌حنایی (نام علمی: Niltava sundara) نام یک گونه از سرده نیلی‌مگس‌گیرها است.